# مقاطعة ويباوكس (مونتانا)
مقاطعة ويباوكس (بالإنجليزية: Wibaux County)‏ هي إحدى مقاطعات ولاية مونتانا في الولايات المتحدة الأمريكية.